# Paleontologi

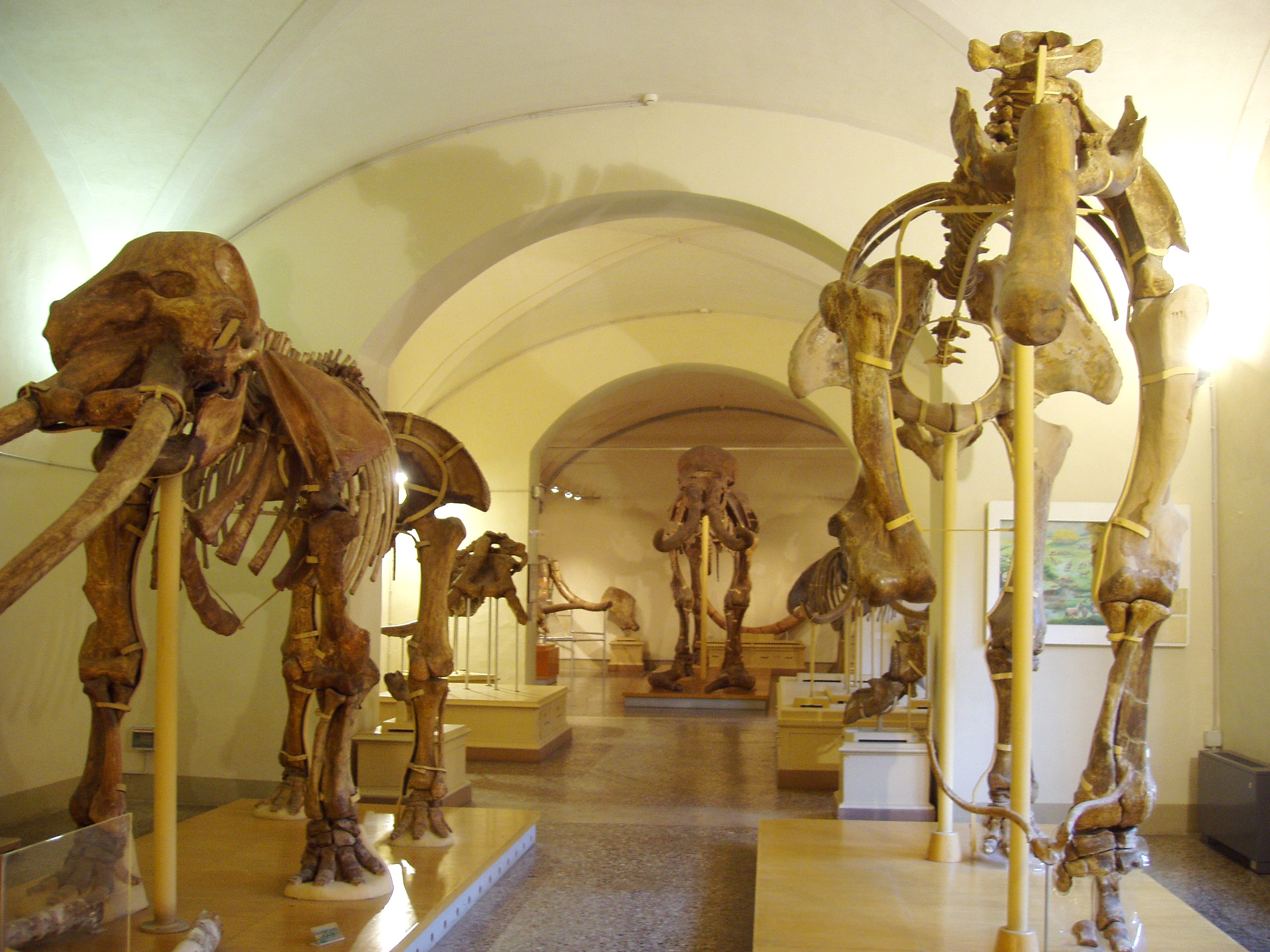
Paleontologi

Paleontologi är vetenskapen om förhistoriskt liv, samt organismers evolution och interaktioner med varandra och sin miljö (deras paleoekologi). Som en "historisk vetenskap" försöker den förklara orsaker istället för att göra experiment för att studera effekterna. Den som arbetar med paleontologi kallas för paleontolog. Paleontologi är en del av naturvetenskapen.

## Vetenskaplig historia
Paleontologiska observationer har blivit dokumenterade till 500-talet f.Kr.. Paleontologin blev etablerad genom Georges Cuviers arbete på 1700-talet inom komparativ anatomi för att sedan utvecklas snabbt under 1800-talet. Fossil i Kina på 1990-talet har gett ny information angående den tidigaste evolutionen av djur, tidiga fiskar, dinosaurier samt fåglars och däggdjurens evolution. 

## Metod
Paleontologi som vetenskap ligger på gränsen mellan geologi och biologi genom att man studerar biologin hos utdöda djur och växter och deras utveckling genom tiden. Den använder tekniker hämtade från en mängd vetenskaper, bland annat biokemi, matematik och ingenjörskonst. Då kunskapen har ökat inom området, har paleontologin utvecklat speciella subdivisioner, bland annat paleobiologi (läran om utdött liv), paleoantropologi (läran om människans evolution), paleobotanik (läran om utdöda växter), paleogeografi, paleoklimatologi och paleozoologi (läran om utdöda djur). Geokemiska bevis har använts till livets evolution innan organismer var stora nog att bilda fossil.   
Både organismerna och deras spår finns bevarade som fossil, som är de vanligaste bevisen om förhistoriskt liv. Att beräkna åldern på fossil är viktigt men svårt. Ibland kan närliggande stenlager dateras med radiometrisk datering, som ger absoluta åldrar som är exakta till 0,5%, men oftast måste paleontologer gå på inexakta dateringar genom "pussel" av biostratigrafi. Att klassificera utdöda organismer är också svårt, då många inte passar in i klassificeringen för nutida levande djur, och paleontologer måste ofta använda kladistik för evolutionära grupper. De sista 25 åren av 1900-talet utvecklades molekylär fylogenetik, som undersöker hur nära organismer är relaterade till varandra genom att undersöka hur lika DNA:et är i deras genom. Molekylär fylogenetik har också använts till att beräkna när arter har separerats från varandra.